# Copelatus pardii
Copelatus pardii är en skalbaggsart som beskrevs av Rocchi 1990. Copelatus pardii ingår i släktet Copelatus och familjen dykare. Inga underarter finns listade i Catalogue of Life.